# Доња Јурковица
Доња Јурковица је насељено мјесто на подручју града Градишка, Република Српска, БиХ. Према попису становништва из 1991. у насељу је живјело 205 становника.

## Географија
Налази се у Поткозарју, на источним падинама планине Козаре. Заузима површину од 602 хектара. У насељу се налази амбуланта породичне медицине, мала библиотека и једна стара воденица.

## Назив
Назив је добила по истоименој рјечици Јурковици, која протиче кроз три насеља (Горња, Доња и Средња Јурковица). Јурковица настаје спајањем двије рјечице које се сливају са падина Козаре, те у доба када се топи снијег оне набујају и сјуре се код извора Мрачаја гдје чине Јурковицу. Јурковица је добила име по водама које јуре са падина Козаре.

## Култура
У Јурковици се традиционално пјевају крајишке пјесме.

## Привреда
Становништво се бави воћарством, од чега највише узгојем јабука.

## Становништво
Према подацима из 2012, у насељу живи нешто више од 200 становника у 72 домаћинства.
| Националност       | 1991. | 1981. | 1971. | 1961. |
| Срби               | 202   | 230   | 258   | 290   |
| Југословени        | 2     | 5     |       |       |
| Хрвати             | 1     | 1     |       |       |
| остали и непознато |       | 4     |       |       |
| Укупно             | 205   | 240   | 258   | 290   |

| Демографија | Демографија | Демографија |
| Година      | Становника  | Становника  |
| ----------- | ----------- | ----------- |
| 1961.       | 290         |             |
| 1971.       | 258         |             |
| 1981.       | 240         |             |
| 1991.       | 205         |             |

### Презимена
- Дакић[1]
- Стојчић[1]
- Трифуновић (Трифуновићи су потомци Захарија Трифуновића који је око 1855. доселио из Лике)
- Карапетровић[1]
- Салдум[1]